# Barlow (Oregon)
Pour les articles homonymes, voir Barlow.
Barlow est une municipalité américaine située dans le comté de Clackamas en Oregon.
Lors du recensement de 2010, sa population est de 135 habitants. La municipalité s'étend sur 0,05 milles carrés (0,13 km2).
En 1848, Samuel K. Barlow achète les terres où se trouve aujourd'hui Barlow. Son fils, William Barlow, y fonde la ville dans les années 1850. Barlow devient une municipalité le 13 février 1903.